# Прапор Старого Самбора
Пра́пор Старого Са́мбора — офіційний символ міста Старий Самбір Львівської області, затверджений 22 травня 2002 року рішенням Старосамбірської міської ради.
Автор проекту — А. Гречило.

## Опис
Квадратне синє полотнище, на якому жовтий хрест із трьома раменами виходить із такого ж півмісяця, повернутого ріжками догори.

## Зміст
Основою сучасних герба та прапора став давній герб міста, відомий з печаток ХVІ ст.